# Liotryphon
Liotryphon is een geslacht van insecten uit de orde van de vliesvleugeligen (Hymenoptera) en de familie Ichneumonidae.

## Soorten
- L. arcticus (Roman, 1926)
- L. ascaniae (Rudow, 1883)
- L. caudatus (Ratzeburg, 1848)
- L. cercopithecus (Costa, 1885)
- L. crassiseta (Thomson, 1877)
- L. cydiae (Perkins, 1942)
- L. heterocerus (Hensch, 1930)
- L. punctulatus (Ratzeburg, 1848)
- L. strobilellae (Linnaeus, 1758)